# Kebir Dżami

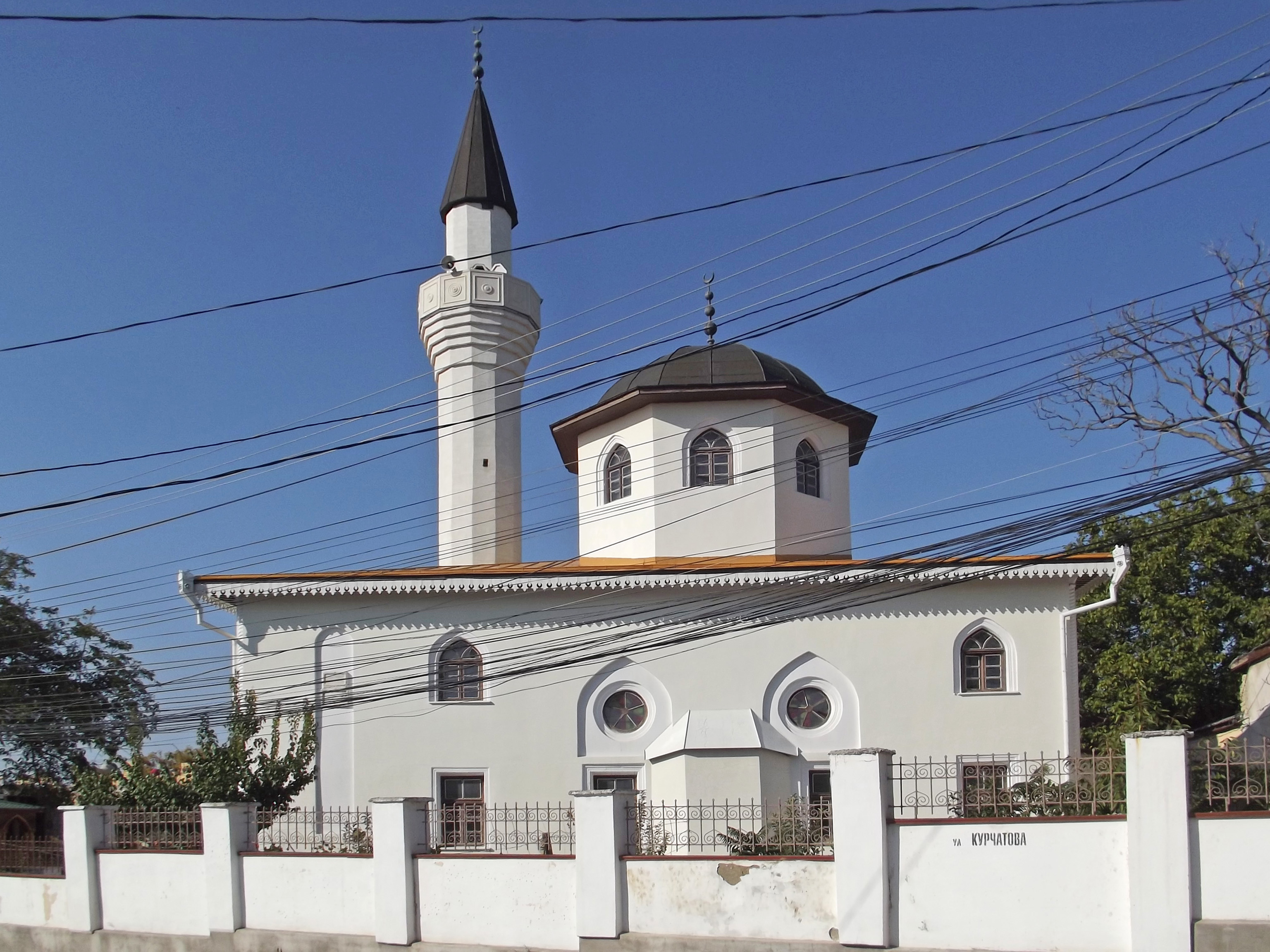

Kebir Dżami (krymskotat. Kebir Cami; ukr. Кебір-Джамі – Kebir-Dżami; ros. Кебир-Джами – Kebir-Dżami) – meczet w Symferopolu, przy ul. Kurczatowa 4, zabytek architektury Tatarów krymskich z XVI w. Główny (piątkowy) meczet w Symferopolu i na całym Krymie, najstarsza budowla w mieście.

## Historia
Według lokalnej tradycji meczet został wzniesiony w 1508 r., co wskazuje tablica z inskrypcją arabską umieszczona nad wejściem do budynku. Badania przeprowadzone na początku lat 90. XX w. wskazały jednak, że budynek w rzeczywistości powstał sześć lat wcześniej. Tablica informuje również o ufundowaniu meczetu przez Abdurachmana-beka-Alego, „na chwałę chana Mengli Gireja”. Od białej bryły budynku, wyłożonego wapniem, brała swoją nazwę tatarska osada Akmescit (dosł. Biały Meczet), która po przyłączeniu Krymu do Rosji w 1783 r. została przekształcona w miasto Symferopol.
W 1736 r. meczet został spalony przez wojsko rosyjskie pod dowództwem Burkharda Christopha Münnicha. Cztery lata później został odbudowany. Ponownie odnowiony w 1772 r., został w tym samym czasie rozbudowany w kierunku północnym, gdyż dla rosnącej wspólnoty muzułmańskiej był zbyt mały. W 1776 r. został uszkodzony, gdy pod jego murami doszło do bitwy między wojskami wspieranego przez Rosję chana Şahina Gireja a Tatarami, którzy się przeciwko niemu zbuntowali.
W 1907 r. meczet został gruntownie przebudowany i ponownie powiększony. Po tej przebudowie stał się głównym (piątkowym) meczetem w Symferopolu.
Według części źródeł meczet był czynny także po rewolucji październikowej, w ZSRR przed II wojną światową. Po wojnie i deportacji Tatarów krymskich został opuszczony. Władze radzieckie umieściły w nim pracownię introligatorską. Według innego źródła meczet został odebrany wiernym i zaadaptowany na cele świeckie już w latach 30. XX wieku. Funkcjonowanie pracowni introligatorskiej doprowadziło do znacznego zniszczenia budynku, gdyż maszyny używane w warsztacie wywoływały wibracje, uszkadzające ściany, zaś używane przy pracy chemikalia niszczyły wapień, jakim wyłożono ściany budowli.
Zrujnowany obiekt został zwrócony gminie muzułmańskiej w 1989 r. Został gruntownie wyremontowany, czy raczej wzniesiony od nowa. W toku renowacji odbudowano minaret i odtworzono, na podstawie XVI-wiecznych wzorców, mihrab. Kebir Dżami ponownie zaczął pełnić funkcję głównego meczetu w Symferopolu, przy nim zlokalizowano siedzibę muftiego Krymu, a równocześnie krymscy Tatarzy podjęli starania na rzecz budowy obszerniejszego meczetu piątkowego w mieście. Jego budowa została jednak rozpoczęta dopiero w 2015 r.

## Architektura
Kebir Dżami jest budowlą wzniesioną na planie prostokąta o wymiarach 18x14 metrów. Budynek pierwotnie wieńczyła kopuła, nakrywająca salę modlitewną o wymiarach 7x7 metrów. Podczas odbudowy meczetu w latach 90. kopułę tę zastąpiono kopułą fałszywą, odgrodzoną płaskim sufitem wewnątrz, z zewnątrz zaś widoczną. Okna budynku, zapewniające odpowiednie oświetlenie sali modlitewnej, rozmieszczono w dwóch rzędach: ostrołukowe w górnym, prostokątne w dolnym. Meczet utrzymany jest w stylu architektonicznym typowym dla islamskiej architektury tureckiej.